# 双溪口乡 (缙云县)
双溪口乡，是中华人民共和国浙江省丽水市缙云县下辖的一个乡镇级行政单位。

## 行政区划
双溪口乡下辖以下地区：
越王山村、周扎村、双溪口村、南源村、姓潘村、东里村、上周村和塘孔村。